# Canoagem na Universíada de Verão de 1987

## Quadro de medalhas
| Ordem | País                   | Medalha de ouro | Medalha de prata | Medalha de bronze |    |
| ----- | ---------------------- | --------------- | ---------------- | ----------------- | -- |
| 1     | ROM Romênia            | 5               | 5                | 3                 | 13 |
| 2     | URS União Soviética    | 2               | 5                | 1                 | 8  |
| 3     | POL Polônia            | 2               | 1                | 2                 | 5  |
| 4     | HUN Hungria            | 1               |                  | 3                 | 4  |
| 5     | FRG Alemanha Ocidental | 1               | 1                |                   | 2  |
| 6     | USA Estados Unidos     | 1               |                  |                   | 1  |
| 7     | NOR Noruega            | 1               |                  |                   | 1  |
| 8     | CAN Canadá             |                 | 1                | 1                 | 2  |
| 9     | ITA Itália             |                 | 1                |                   | 3  |
| 10    | BUL Bulgária           |                 |                  | 1                 | 1  |
| 11    | YUG Iugoslávia         |                 |                  | 1                 | 1  |